# Inflação cósmica
A inflação cósmica é uma teoria proposta inicialmente por Alan Guth (1981), que postula que o universo, no seu momento inicial, passou por uma fase de crescimento exponencial.
De acordo com a teoria, a inflação foi produzida por uma densidade de energia do vácuo negativa ou uma espécie de força gravitacional repulsiva. Esta expansão pode ser modelada com uma constante cosmológica não nula. Consequentemente todo o universo observável poderia ter-se originado numa pequena região.
Teorias atuais apontam o hipotético campo escalar (e sua partícula associada) ínflaton como responsável pela inflação do universo durante seus primeiros instantes.

## Histórico
Em 1981 foi proposto que muitas características de nosso universo, incluindo como ele veio a se tornar tão homogêneo, e por que começou a se aproximar da densidade crítica, poderiam ser melhor explicadas por um novo modelo cosmológico, que propõe que a expansão do universo foi propelida por uma espécie de força gravitacional repulsiva, ou pressão negativa.

## Modelo cosmológico padrão
O modelo cosmológico padrão, também conhecido como modelo do Big Bang, apresenta três problemas fundamentais:
- o problema do horizonte;
- o problema da planaridade; e
- o problema da abundância dos monopolos magnéticos e outros defeitos topológicos.

E a teoria do universo inflacionário propõe uma solução para as dificuldades acima.

## Cosmologia inflacionária

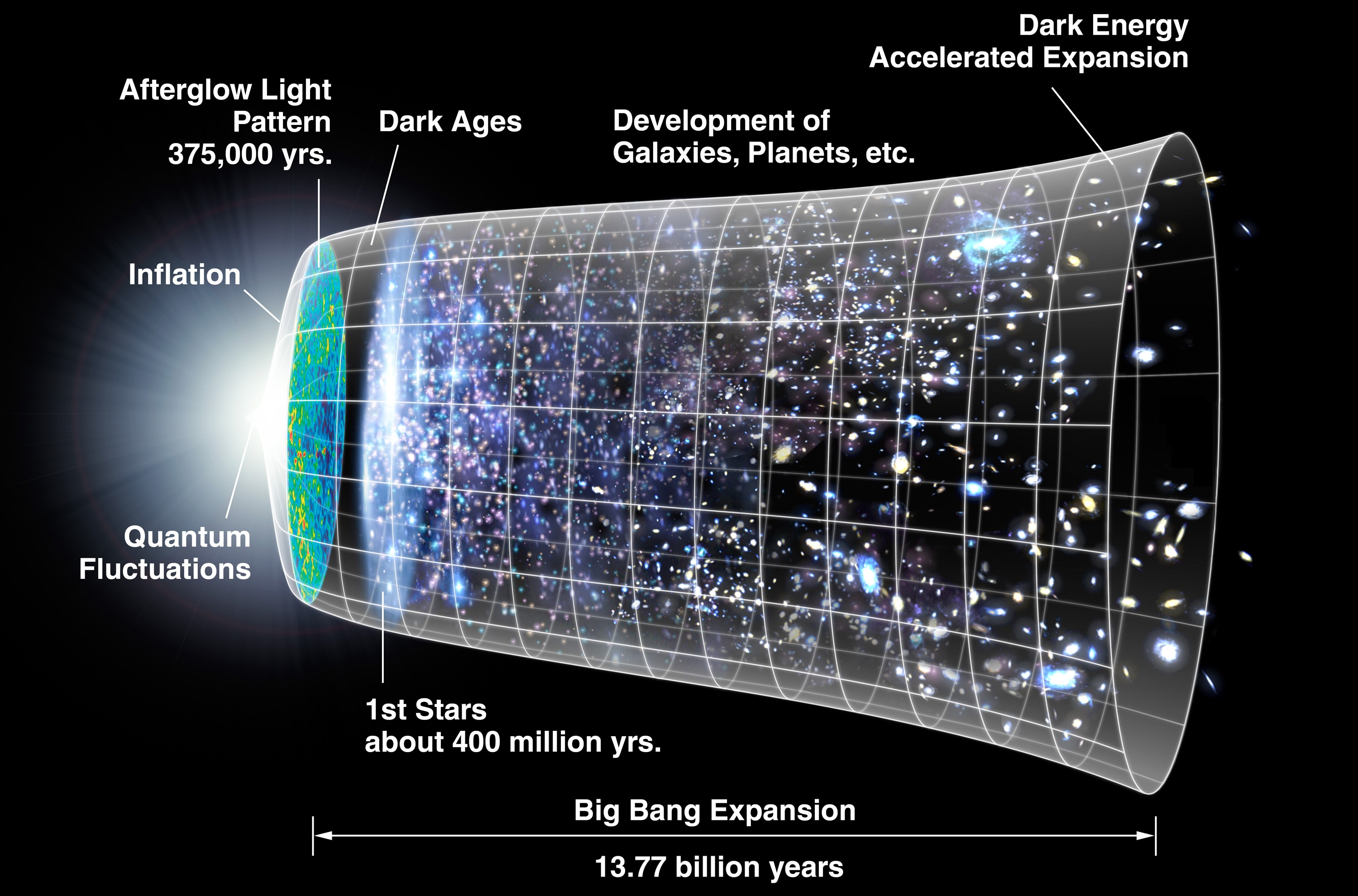
Representação artística da evolução do tamanho do universo (eixo vertical) em função do tempo (eixo horizontal). Nessa representação, o período inflacionário é responsável pelo rápido aumento do tamanho do universo à esquerda do diagrama.

Conforme descrito no início do artigo, a teoria do Universo Inflacionário foi criada no início da década de 1980 pelo físico Alan Guth (1979, 1981) e desenvolvida por Paul Steinhardt (1981, “novo modelo inflacionário”), Andrei Linde (1983, “modelo inflacionário caótico”), Stephen Hawking, A. A. Starobinsky, e outros. Esta propõe a solução dos três problemas citados acima.
O universo não deveria apresentar elevado grau de homogeneidade para certas separações angulares da radiação cósmica de fundo em micro-ondas, pois essas regiões não teriam condições de ter mantido contato causal antes da era em que a radiação se desacoplou da matéria, cerca de 380 mil anos após o Big Bang.
O problema do horizonte, que diz respeito ao elevado grau de homogeneização da radiação de fundo de micro-ondas que permeia o universo, também pode ser facilmente resolvido pela inflação cósmica.
Outro problema fundamental, é conhecido como problema da planaridade, que indica ser o universo aparentemente plano, pois o valor atual do parâmetro de densidade é muito próximo da unidade. O fato da evolução do parâmetro de densidade depender do tempo resulta que, na era de Planck, instantes antes da inflação, seu valor deveria ser muito próximo da unidade, caso contrário seu valor atual seria muito diferente de um e o universo seria muito distinto do modelo plano.
Os monopolos magnéticos, partículas supermassivas, são previstos pelos modelos de unificação das forças fundamentais forte, fraca e eletromagnética (GUTs). Esses modelos prevêem a existência de uma quantidade abundante dessas partículas, que seriam produzidas nos primeiros estágios do universo primitivo. Como essas partículas não são observadas, deve-se incorporar à teoria um mecanismo que elimine sua disseminação no universo.
Os modelos inflacionários têm como objetivo resolver os problemas apresentados acima, admitindo que nos instantes iniciais de sua evolução, o universo sofreu uma curta fase de inflação, um processo de superesfriamento que elevou exponencialmente a dimensão do horizonte causal e permitiu a aniquilação dos monopolos magnéticos.
Dessa maneira, o problema do horizonte se resolve naturalmente, pois toda região que sofreu expansão inflacionária foi homogeneizada. Nesses modelos a questão da planaridade também é resolvida facilmente se o valor da taxa de variação do parâmetro de escala na inflação for aplicado à equação de Friedmann, que descreve a evolução do Universo. Esses e outros resultados dos modelos inflacionários, como a previsão de um espectro de perturbações de densidade que dá origem às galáxias, confrontados com os dados experimentais da radiação de fundo, dão grande suporte à teoria inflacionária.